# Pipiganj
Pipiganj là một thị xã và là một nagar panchayat của quận Gorakhpur thuộc bang Uttar Pradesh, Ấn Độ.

## Nhân khẩu
Theo điều tra dân số năm 2001 của Ấn Độ, Pipiganj có dân số 11.386 người. Phái nam chiếm 52% tổng số dân và phái nữ chiếm 48%. Pipiganj có tỷ lệ 58% biết đọc biết viết, thấp hơn tỷ lệ trung bình toàn quốc là 59,5%: tỷ lệ cho phái nam là 67%, và tỷ lệ cho phái nữ là 49%. Tại Pipiganj, 16% dân số nhỏ hơn 6 tuổi.